# AFESIP
AFESIP (Agir pour les Femmes en Situation Précaire) ist eine internationale Hilfsorganisation, die 1997 von der Kambodschanerin Somaly Mam gegründet wurde. Ihr Sitz ist Phnom Penh.
Im Mai 2014 veröffentlichte Newsweek eine Titelgeschichte, nach der die Biografie von Somaly Mam frei erfunden ist und sie wiederholt junge Frauen dazu veranlasst hat, erfundene Geschichten von sexueller Ausbeutung gegenüber Medien (auch in den USA und Frankreich) darzustellen. Mam trat daraufhin von all ihren Ämtern zurück.

## Einsatzgebiete und Aktivitäten
Der Verein hilft Kindern und Frauen aus der Prostitution und selbstständiges Leben zu finden. Zur Eingliederung in die Gesellschaft bietet man ihnen an, in verschiedensten Kursen ihre Fähigkeiten und Interessen zu finden und weiterzuentwickeln. Ferner wird AIDS-Aufklärung betrieben. Der Verein ist schwerpunktmäßig in Kambodscha tätig. Weitere Einsatzgebiete sind die Nachbarländer Laos, Vietnam und Thailand. Auch in Europa ist der Verein tätig, indem sie sich gegen Menschenhandel und Kinderprostitution in Spanien einsetzt. Zu den Zielen dieser Hilfsorganisation gehört auch der faire Handel mit Kleidung. Sie unterstützt Projekte in Kambodscha und Vietnam zur Herstellung qualitativ hochwertiger Textilien, die zu einem fairen Preis verkauft werden.